# Confine tra Guatemala e Honduras
Il confine internazionale tra Guatemala e l'Honduras misura 256 km e corre a est del Guatemala e a nord-ovest dell'Honduras.
Dal lato guatemalteco è il terzo confine più grande, dopo quelli che separano il paese dal Messico e dal Belize e prima di quello che lo separa da El Salvador; per la parte honduregna è il confine più piccolo, dopo quelli con il Nicaragua e con El Salvador.
Si estende su un asse nord-est sud-ovest, a partire dal Golfo dell'Honduras, nel Mar dei Caraibi, alla foce del Motagua, un fiume che sorge in Guatemala e che segnerà il confine tra i due paesi per pochi chilometri. È esteso, ancora su un asse nord-est-sud-ovest, dal confine che separa il Guatemala da El Salvador.

## Storia
Il confine è stato creato dopo la nascita dei due stati di Guatemala e Honduras, che hanno proclamato l'indipendenza nel 1821. È stato confermato in vari accordi dal 1843 al 1914. La delineazione corrente del confine è entrata 8in vigore a partire dal 1933. 